# Top-Liga
Top-Liga, dřívějším názvem Jokorky Liga, je nejvyšší fotbalová liga na území Kyrgyzstánu. Soutěž byla oficiálně založena v roce 1992 po rozpadu Sovětského svazu. Soutěž je pořádána fotbalovou federací Kyrgyzstánu (Kirgiz Respublikasinin futbol federaciyasi).

## Přehled vítězů
Zdroj: 
- 1992: FK Alga Biškek
- 1993: FK Alga Biškek
- 1994: FK Kant-Ojl Kant
- 1995: FK Kant-Ojl Kant
- 1996: FK Metallurg Kadamjay
- 1997: FK Dinamo MVD Biškek
- 1998: FK Dinamo MVD Biškek
- 1999: FK Dinamo MVD Biškek
- 2000: FK Alga Biškek
- 2001: FK Alga Biškek
- 2002: FK Alga Biškek
- 2003: FK Žaštyk-Ak-Altyn Kara-Suu
- 2004: FK Dordoj Biškek
- 2005: FK Dordoj Biškek
- 2006: FK Dordoj Biškek
- 2007: FK Dordoj Biškek
- 2008: FK Dordoj Biškek
- 2009: FK Dordoj Biškek
- 2010: FK Neftči Kočkor-Ata
- 2011: FK Dordoj Biškek
- 2012: FK Dordoj Biškek
- 2013: FK Alaj Oš
- 2014: FK Dordoj Biškek
- 2015: FK Alaj Oš
- 2016: FK Alaj Oš
- 2017: FK Alaj Oš

## Nejlepší kluby v historii - podle počtu titulů
Zdroj: 
| Vítězové nejvyšší ligové soutěže |        |                                                                               |
| Klub                             | Tituly | Vítězné ročníky                                                               |
| FK Dordoj Biškek                 | 13     | 2004, 2005, 2006, 2007, 2008, 2009, 2011, 2012, 2014, 2018, 2019, 2020, 2021, |
| FK Alga Biškek                   | 5      | 1992, 1993, 2000, 2001, 2002                                                  |
| FK Alaj Oš                       | 3      | 2013, 2015, 2016, 2017                                                        |
| FK Dinamo MVD Biškek             | 3      | 1997, 1998, 1999                                                              |
| FK Kant-Ojl Kant                 | 2      | 1994, 1995                                                                    |
| FK Metallurg Kadamjay            | 1      | 1996                                                                          |
| FK Žaštyk-Ak-Altyn Kara-Suu      | 1      | 2003                                                                          |
| FK Neftči Kočkor-Ata             | 1      | 2010                                                                          |

## Týmy pro sezonu 2017
Zdroj: 
- FK Alga Biškek
- FK Dordoj Biškek
- FK Abdyš-Ata Kant
- FK Chimik Kara-Balta
- FK Neftči Kočkor-Ata
- FK Alaj Oš